# 洞戸村立洞戸北小学校
洞戸村立洞戸北小学校 （ほらどそんりつ ほらどきたしょうがっこう）は、かつて岐阜県武儀郡洞戸村（現・関市）に存在した公立小学校。

## 概要
- 旧・武儀郡洞戸村奥洞戸（現・関市洞戸地区のうち洞戸阿部、洞戸小瀬見、洞戸高見、洞戸高賀、洞戸尾倉）が校区であった。1988年、洞戸小学校と統合され、洞戸小学校の新設により廃校。
- 校舎は改装され、1991年から洞戸村が運営する少年自然の家「高賀山自然の家」（2005年2月7日以降は関市立洞戸高賀山自然の家）として使用されていたが、2014年4月1日に廃止[1]され、解体された。

## 沿革
- 1873年（明治6年） - 尾倉村、高賀村、高見村に学校が出来る[注釈 2]。
- 1875年（明治8年） - 阿部村、老洞村、松谷村、小瀬見村、高見村、高賀村、尾倉村が合併し、奥洞戸村が発足。
- 1886年（明治19年） - 尾倉、高賀、高見の学校が、尾倉簡易科小学校、高賀簡易科小学校、高見簡易科小学校に改称する。
- 1888年（明治21年） - 尾倉簡易科小学校が尾倉尋常小学校、高賀簡易科小学校が高賀尋常小学校、高見簡易科小学校が高見尋常小学校に、それぞれ改称する。
- 1897年（明治30年）4月1日 - 市場村、通元寺村、片村、菅谷村、下洞戸村、栗原村、飛瀬村、奥洞戸村が合併して洞戸村が発足。
- 1898年（明治31年） - 市場尋常小学校、下洞戸尋常小学校、菅谷尋常小学校、尾倉尋常小学校、高賀尋常小学校、高見尋常小学校を統合。洞戸尋常高等小学校となる。下洞戸、菅谷、尾倉、高賀、高見に分教場を設置。
- 1908年（明治41年） - 旧・奥洞戸村の地域の分教場（尾倉・高賀・高見）が分離し、奥洞戸尋常小学校として独立。高賀に高賀分教場を設置。
- 1913年（大正2年）
  - 4月 - 農業補習学校を併設。
  - 8月 - 新築移転。高賀分教場を廃止。
- 1941年（昭和16年）4月1日 - 奥洞戸国民学校に改称する。
- 1947年（昭和22年）4月1日 - 洞戸村立奥洞戸小学校に改称する。
- 1953年（昭和28年） - 敷地内に洞戸北中学校が開校。
- 1956年（昭和31年） - 新校舎（木造2階建）が完成。
- 1960年（昭和35年）4月 - 洞戸村立洞戸北小学校に改称する。
- 1988年（昭和63年）3月 - 統合により廃校。